# Japanische Badmintonmeisterschaft 1985
Die Japanische Badmintonmeisterschaft 1985 war die 39. Austragung der nationalen Titelkämpfe im Badminton in Japan. Sie fand vom 17. bis zum 22. Dezember 1985 in der Präfektursporthalle Aichi in Nagoya statt.

## Medaillengewinner
| Disziplin    | Gold                          | Silber                           | Bronze                                     |
| ------------ | ----------------------------- | -------------------------------- | ------------------------------------------ |
| Herreneinzel | Hiroshi Nishiyama             | Shinji Matsuura                  | Kinji Zeniya                               |
| Herreneinzel | Hiroshi Nishiyama             | Shinji Matsuura                  | Tetsuaki Inoue                             |
| Dameneinzel  | Sumiko Kitada                 | Kimiko Jinnai                    | Harumi Kōhara                              |
| Dameneinzel  | Sumiko Kitada                 | Kimiko Jinnai                    | Mieko Hirayama                             |
| Herrendoppel | Shinji Matsuura Shūji Matsuno | Tetsuaki Inoue Shōkichi Miyamori | Yasumasa Tsujita Tetsuya Katagiri          |
| Herrendoppel | Shinji Matsuura Shūji Matsuno | Tetsuaki Inoue Shōkichi Miyamori | Nobutaka Ikeda Mikio Ozaki                 |
| Damendoppel  | Kazuko Takamine Kazue Hoshi   | Kimiko Jinnai Hisako Takamine    | Sumiko Kitada Harumi Kōhara                |
| Damendoppel  | Kazuko Takamine Kazue Hoshi   | Kimiko Jinnai Hisako Takamine    | Atsuko Tokuda Yoshiko Yonekura             |
| Mixed        | Akio Tomita Michiko Tomita    | Kyōji Kushi Kimiko Jinnai        | Naotsugu Tanida Kazuko Takamine            |
| Mixed        | Akio Tomita Michiko Tomita    | Kyōji Kushi Kimiko Jinnai        | Yoshimitsu Masuda 小路和代 (Kazuyo Shouji) |

1. ↑  geklammert bei vermuteter Lesung